# Tomasz Jelonek
Tomasz Jelonek (ur. 9 marca 1937 w Krakowie) − ksiądz katolicki, profesor dr hab. teologii biblijnej (Uniwersytet Papieski Jana Pawła II w Krakowie), autor licznych publikacji popularnonaukowych dotyczących Biblii i geografii biblijnej, kapelan Jego Świątobliwości, kanonik honorowy Kapituły Archidiecezji Lwowskiej, prezes Polskiego Towarzystwa Teologicznego.

## Życiorys
Po maturze przez kilka lat przebywał w zakonie kapucynów, studiował matematykę na Uniwersytecie Jagiellońskim, gdzie otrzymał magisterium. Studiował też teologię na Papieskim Wydziale Teologicznym w Krakowie, broniąc w 1971 r. pracę magisterską, w 1974 r. pracę doktorską. Święcenia diakonatu i kapłańskie przyjął w 1976 r. z rąk kard. Karola Wojtyły. Przez rok posługiwał w parafii w Jaworznie. W 1985 r. uzyskał habilitację i został prodziekanem krakowskiego Wydziału Teologicznego. W latach 1990–1991 dyrektor Instytutu Nauk o Rodzinie. Następnie profesor i kierownik Katedry Teologii Małżeństwa i Rodziny. Wykładał też w seminariach duchownych na Ukrainie. Promotor 20 doktorów, 30 licencjatów kościelnych oraz prawie 250 prac magisterskich z matematyki, teologii i nauk o rodzinie.
Obszarem badań naukowych ks. prof. Jelonka są: teologia biblijna, historia oddziaływania Biblii, realia biblijne, zwłaszcza Ziemia Święta jako Piąta Ewangelia, historia Izraela, małżeństwo i rodzina w kulturach świata. Należy do Stowarzyszenia Biblistów Polskich oraz Polskiego Towarzystwa Matematycznego. Publikuje m.in. na łamach kwartalnika orientalistycznego Ziemia Święta.

## Wybrane publikacje
- Biblijna historia zbawienia, Kraków 1987 ISBN 83-00-03478-1.
- Tło biblijne "Pieśni słonecznej" świętego Ojca Franciszka, Kraków 1992 (nakładem autora).
- Kohelet i Syrach: dwaj mędrcy Izraela, Kraków 1992.
- Komputerowa polska bibliografia biblijna, Kraków 1992.
- Orędzie Starego Testamentu, Kraków 1992 ISBN 83-85541-25-X.
- Wprowadzenie w świat Biblii, Kraków 1992.
- Biblia a nauka, Kraków 1995 ISBN 83-903259-1-8.
- Św. Paweł i jego listy, Kraków 1995 ISBN 83-903259-2-6.
- Szukającym prawdy: katechezy dla wszystkich, Kraków 1995 ISBN 83-85017-40-2.
- Człowiek - istota religijna: materiały do wykładu katechizmu Kościoła katolickiego, Kraków 1996 ISBN 83-903259-5-0.
- Śladami Męki Pańskiej, Kraków 1998 ISBN 83-7097-421-X.
- W sercu człowieka zaczynają się problemy świata: homilie na rok A, Kraków 1998 ISBN 83-7097-472-4.
- Nowy Testament dla ciebie, Kraków 1998 ISBN 83-7097-530-5.
- Wprowadzenie do listów świętego Pawła, Kraków 1998 ISBN 83-7097-423-6.
- Znaki obecności Boga: homilie na Rok B, Kraków 1999 ISBN 83-7097-659-X.
- Napełnieni Duchem Świętym: materiały na temat Ducha Świętego, Kraków 1999 ISBN 83-7097-557-7.
- Pielgrzymowanie do Ziemi Świętej, Kraków 1999 ISBN 83-87022-33-0.
- Wyjątkowa Księga ludzkości, Kraków 1999 ISBN 83-87022-27-6.
- Nabożeństwa biblijne, Kraków 2000 ISBN 83-7097-696-4.
- Prawdziwa wolność to wolność od grzechu: homilie na rok C, Kraków 2000 ISBN 83-7097-739-1.
- 36 spotkań z Ziemią Świętą, Kraków 2001 ISBN 83-7097-716-2.
- Nowenna do Ducha Świętego, Kraków 2001 ISBN 83-87022-64-0.
- Schemat Miszny, Kraków 2001 ISBN 83-87022-67-5.
- Hieronim, Kraków 2003 ISBN 83-7318-225-X.
- Krótko o Piśmie Świętym, Kraków 2003 ISBN 83-7318-192-X.
- Dzieje świątyni jerozolimskiej, Kraków 2004 ISBN 83-7318-176-8.
- Wędrówki biblijne, Kraków 2004 ISBN 83-7318-194-6.
- List do Hebrajczyków, Kraków 2005 ISBN 83-7318-538-0.
- Ile waży grosik? Kazania dla dzieci - rok B, Kraków 2006 ISBN 83-89307-06-5.
- Biblijna teologia kapłaństwa, Kraków 2006 ISBN 83-7318-566-6.
- Interpretacja i symbolika, pod red., Kraków 2006 ISBN 83-7438-065-9.
- Księgi historyczne Starego Testamentu, Kraków 2006 ISBN 83-7318-632-8.
- Problem autorstwa, Kraków 2006 ISBN 83-7438-089-6.
- Rozumienie Biblii, pod red., Kraków 2006 ISBN 83-7438-088-8.
- Małżeństwo i rodzina w Piśmie Świętym, Kraków 2007 ISBN 978-83-7422-151-1.
- Biblia w kulturze świata, Kraków 2007 ISBN 978-83-60703-20-5.
- Chasydzi: radośni mistycy żydowscy, Kraków 2007 ISBN 978-83-7485-032-2.
- Inkulturacja Biblii, pod red., Kraków 2007 ISBN 978-83-7438-128-4.
- Inspiracje biblijne, pod red., Kraków 2007 ISBN 978-83-7438-143-7.
- Prorocy Starego Testamentu, Kraków 2007 ISBN 978-83-7318-966-9.
- Wprowadzenie do lektury Biblii, Kraków 2007 ISBN 978-83-7318-831-0.
- Biblia - ojcowie Kościoła, pod red., Kraków 2008 ISBN 978-83-7438-151-2.
- Biblijne pojęcie sacrum, Kraków 2008 ISBN 978-83-7505-103-2.
- Teologia - rośliny i zwierzęta, pod red., Kraków 2008 ISBN 978-83-7438-188-8.
- Spotkania z Biblią, pod red., Kraków 2008 ISBN 978-83-7438-170-3.
- Wokół Biblii, pod red., Kraków 2008 ISBN 978-83-7438-165-9.
- Religia Izraela wobec Religii Państw ościennych, Kraków 2008, Wydawnictwo PETRUS
- Urszula Ledóchowska, Kraków 2009, Wydawnictwo PETRUS
- Historia literacka Biblii, Kraków 2009, Wydawnictwo PETRUS, ISBN 978-83-61533-01-6.
- Kultura mezopotamska a Biblia, Kraków 2009 ISBN 978-83-61533-60-3.
- Mesjanizm, Kraków 2009 ISBN 978-83-61533-33-7.
- Repetytorium biblijne, Kraków 2009, Wydawnictwo PETRUS
- Kultura Perska a Biblia, Kraków 2009, Wydawnictwo PETRUS
- Rodzina wobec współczesnych zagrożeń, pod red., Kraków 2009 ISBN 978-83-7422-265-5.
- Kultury anatolijskie a Biblia, Kraków 2010 ISBN 978-83-61533-26-9.
- Biblia a mity o Raju i złotym wieku, Kraków 2010, Wydawnictwo PETRUS
- Syjon biblijny, Kraków 2010 ISBN 978-83-7505-319-7.
- Teologia biblijne, Kraków 2011, Wydawnictwo PETRUS
- Biblia a mity o walce kosmicznej, Kraków 2011, Wydawnictwo PETRUS
- Biblia w nauczaniu Kościoła, Kraków 2011 ISBN 978-83-7505-714-0.
- Kultura grecka a Stary Testament, Kraków 2011, Wydawnictwo PETRUS
- Kultura grecka a Nowy Testament, Kraków 2012, Wydawnictwo PETRUS
- Czytając Stary Testament, Kraków 2012, Wydawnictwo PETRUS
- Biblia jako fenomen Kulturowy, Kraków 2012, Wydawnictwo PETRUS
- Miniatury biblijne, Kraków 2013, Wydawnictwo PETRUS
- Święty Jan Paweł II, Kraków 2014, Wydawnictwo PETRUS
- 104 Pielgrzymki Jana Pawła II, Kraków 2014, Wydawnictwo PETRUS
- Biblijne kłosy z gratulacyjnych snopów, Kraków 2014, Wydawnictwo PETRUS
- Rozważania adwentowe, Kraków 2014, Wydawnictwo PETRUS
- Rozważania maryjne, Kraków 2015, Wydawnictwo PETRUS
- Biblia w świecie mitów, Kraków 2015, Wydawnictwo PETRUS
- Homilie loretańskie t.1, Kraków 2015, Wydawnictwo PETRUS
- Homilie loretańskie t.2, Kraków 2015, Wydawnictwo PETRUS
- Homilie loretańskie t.3, Kraków 2015, Wydawnictwo PETRUS
- Homilie loretańskie t.4, Kraków 2015, Wydawnictwo PETRUS
- Błogosławieni miłosierni. Przewodnik duchowy (seria: Światowe Dni Młodzieży), Kraków 2016, Wydawnictwo PETRUS
- Rozważania pasyjne, Kraków 2016, Wydawnictwo PETRUS
- Homilie loretańskie t.5, Kraków 2016, Wydawnictwo PETRUS
- Homilie loretańskie t.6, Kraków 2016, Wydawnictwo PETRUS
- Homilie loretańskie t.7, Kraków 2017, Wydawnictwo PETRUS
- Historia Izraela (t. 1) ustalenia wstępne, Kraków 2017, Wydawnictwo PETRUS